# Västra Ingelstads kyrka
Västra Ingelstads kyrka är en kyrkobyggnad i Västra Ingelstad. Den tillhör Vellinge-Månstorps församling i Lunds stift.
Fram till 1658 var kyrkan patronatskyrka till Månstorps kungsgård, detta upphörde då borgen revs.

## Kyrkobyggnaden
Kyrkan byggdes på 1100-talet, vapenhuset på 1300-talet, och valven under senmedeltiden. Det gamla koret revs i början av 1500-talet och i stället byggdes ett nytt bredare kor öster om långhuset för det nya altarskåpet. Tornet byggdes 1855 och byggdes om 1894.

## Inventarier
Kyrkans altarskåp tillverkades i Antwerpen 1520, och är en av Lunds stifts mest berömda konstskatter.
1862 fick kyrkan sin första orgel, och 1967 fick kyrkan en ny dopfunt. Bland textilierna finns en äldre mässhake med tetragrammet JHWH på framsidan.

### Orgel
- 1867 byggde Jöns Olsson Lundahl, Malmö en orgel med 9 stämmor.
- Den nuvarande orgeln byggdes 1937 av Th Frobenius & Co, Lyngby, Danmark och är pneumatisk. Den har fria och fasta kombinationer.

| Manual I       | Manual II          | Pedal         | Koppel  |
| Borduna 16´    | Gedackt 8´         | Subbas 16´    | I/P     |
| Principal 8´   | Viola 8´           | Gedacktbas 8´ | II/P    |
| Flöjt 8'       | Principal 4'       | Cello 8'      | II/I    |
| Oktava 4'      | Rörflöjt 4'        |               | II 4'/I |
| Mixtur 3-4 kor | Blockflöjt 2'      |               | II 4'/P |
|                | Sesquialtera 2 kor |               |         |

#### Kororgel
Den nuvarande kororgeln byggdes 1981 av A. Mårtenssons Orgelfabrik AB, Lund och är mekanisk.
| Manual                | Pedal      | Koppel  |
| Gedackt 8´            | Subbas 16´ | Man/Ped |
| Principal 4'          |            |         |
| Waldflöjt 2'          |            |         |
| Oktava 1'             |            |         |
| Sesquialtera 2 chor D |            |         |
| Kvartian 2 chor B     |            |         |